# Kliszkowice Małe
Kliszkowice Małe – wieś w Polsce, położona w województwie dolnośląskim, w powiecie trzebnickim, w gminie Żmigród.
Do 2024 r. miejscowość była przysiółkiem wsi Łapczyce. W latach 1975–1998 przysiółek administracyjnie należał do województwa wrocławskiego.
W pobliżu wsi znajduje się tor doświadczalny Instytutu Kolejnictwa.